# تپه میرزک
تپه میرزک مربوط به مفرغ است و در شهرستان دالاهو، بخش مرکزی، دهستان حومه، ۲/۱ کیلومتری شمال روستای سرچقا واقع شده و این اثر در تاریخ ۲۷ اسفند ۱۳۸۶ با شمارهٔ ثبت ۲۲۴۹۳ به‌عنوان یکی از آثار ملی ایران به ثبت رسیده است.